# Bombus melaleucus
Bombus melaleucus är en biart som beskrevs av Anton Handlirsch 1888. Den ingår i släktet humlor och familjen långtungebin. Inga underarter finns listade.

## Beskrivning
Huvud och mellankropp har en blandning av korta, ljusgrå hår och längre, svarta. De tre främre tergiterna är svarta, de följande vita. Vingarna är mörkbruna med kraftig, violett glans. Längden är omkring 16 mm för arbetarna, 15 mm för hanarna och 24 mm för drottningen.

## Ekologi
Arten förekommer i tropiska regnskogar i Anderna på höjder mellan 1 500 och 2 700 m. Arbetarna är aktiva från december till januari, medan hanarna kommer fram i mitten på januari. Födan insamlas framför allt i trädkronorna. Bona, som normalt antas vara underjordiska, är relativt små för att vara från en tropisk humla. Arbetarna försvarar energiskt sina bon.
Litet är känt om arten, så Internationella naturvårdsunionen (IUCN) klassificerar den under kunskapsbrist (DD). De betraktar humlan som troligtvis naturligt sällsynt, men de konstaterar emellertid att habitatförlust till följd av uppodling är ett möjligt hot. Även det intensiva skogsbruket har framförts som ett hot mot arten.

## Utbredning
Utbredningsområdet omfattar Bolivia (departementet La Paz), Colombia (departementen Cauca, Magdalena och Meta), Ecuador (provinserna Esmeraldas och Tungurahua), Peru (provinsen Lima samt regionerna Ancash, Ayacucho, Cuzco, Huánuco, Ica och Piura) samt Venezuela (delstaten Amazonas).